# جغرافیای نپال

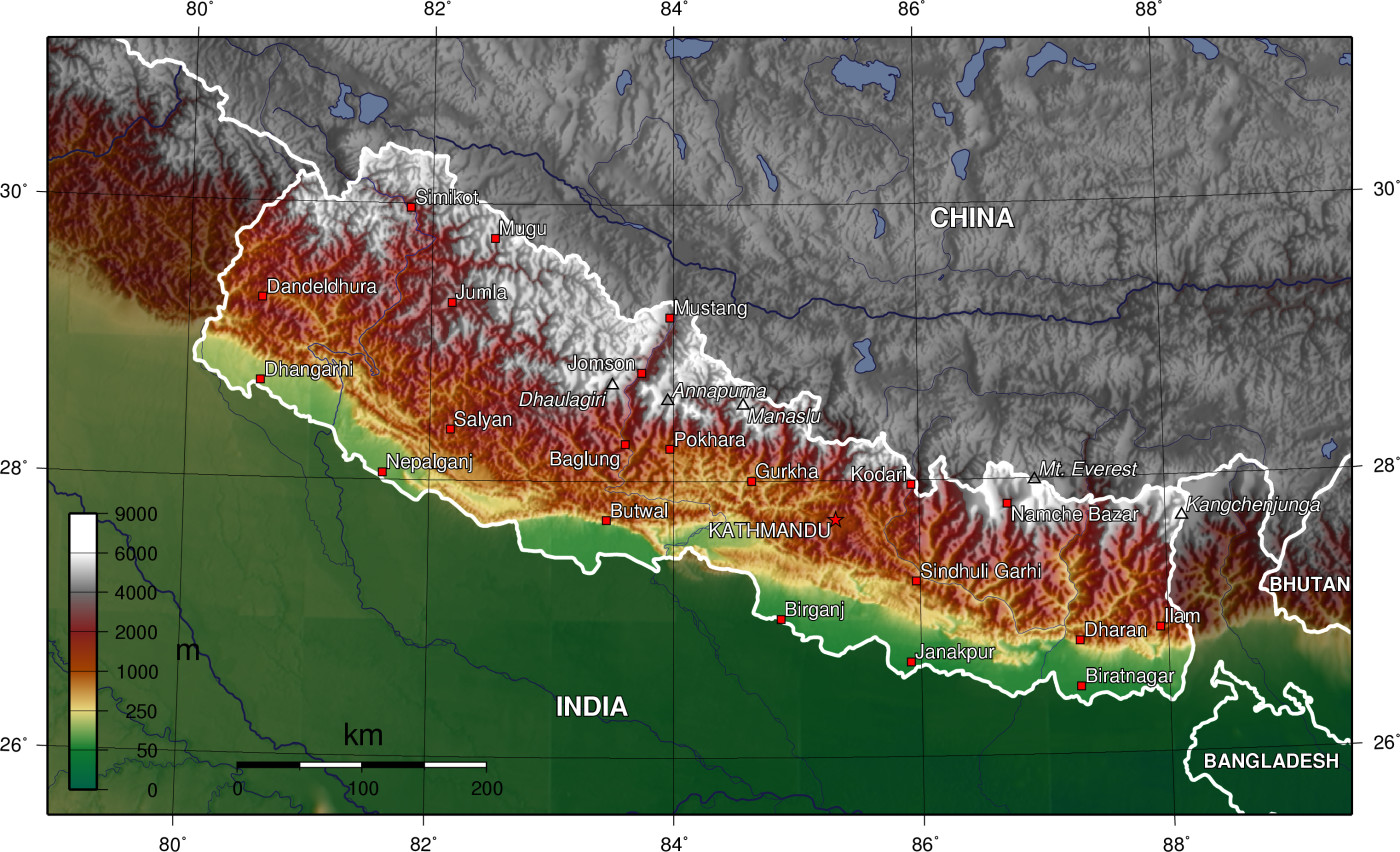

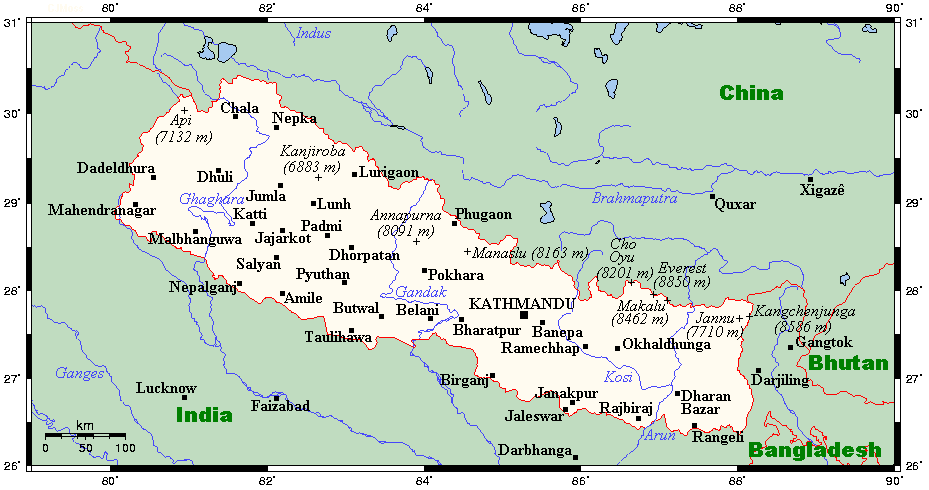

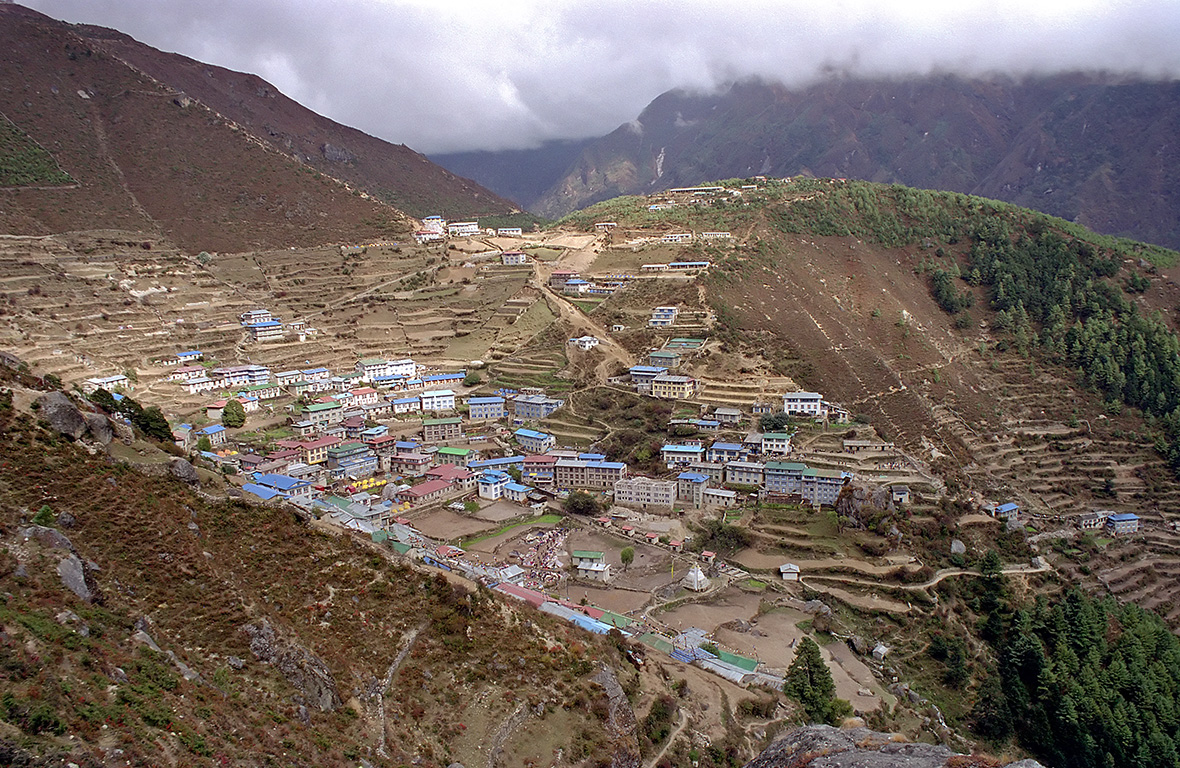
نامچه‌بازار در منطقه خومبو، در نزدیکی کوه اورست

نپال سرزمینی کوهستانی و محصور در خشکی است و رشته‌کوه هیمالیا و بلندترین قلهٔ جهان یعنی قلهٔ اورست در این کشور قرار دارد.
نپال از نظر طولی حدود ۸۸۰ کیلومتر در امتداد محور هیمالیا ادامه یافته و عرض این کشور ۱۵۰ تا ۲۵۰ کیلومتر است. مساحت آن ۱۴۷۱۸۱ کیلومتر مربع است. نپال از سه طرف توسط هند و از سوی شمال توسط منطقه خودمختار تبت چین محصور شده است. راهگذر باریک سیلیگوری، نپال و بنگلادش را از هم جدا کرده است. در شرق کشور هند و پس از آن بوتان قرار دارد. نپال برای ترابر ی کالا و دسترسی به اقیانوس هند، حتی برای بیشتر کالاهای وارداتی از چین، به هند وابستگی دارد.
در جنوب این کشور زمین‌های پست نیمه‌گرمسیری با جمعیتی متراکم جای دارد. یک نوار تپه‌ای مرکزی را دره‌های حاصلخیز تقسیم می‌کند. شمال پوشیده از کوه‌های هیمالیاست. رودهای مهم نپال، کرنالی، نارایانی، و کوسی و بلندترین نقطه آن قله اورست با ۸۸۴۸ متر ارتفاع است. آب و هوای کشور از جنوب نیمه‌گرمسیری تا قله‌های یخی هیمالیا متنوع است. تمامی نپال در معرض بادهای موسمی قرار دارد.
از نظر موقعیت می‌توان هیمالیای نپال را به بخش‌های زیر تفکیک کرد: منطقه «کانچن چونگا» واقع در شرق هیمالیای نپال هیمالیای «خومبو روالینگ» شامل قلل «اورست، چو ایو، لوتسه و ماکالو هیمالیای ماناسلو، شامل «ماناسلو، هیمال چولی و ناگادی چولی، آناپورنا هیمال شامل دائولاگیری ۱ تا ۵ و تکوچه.
به‌طور خلاصه، هیمالیای نپال که از طرف شرق توسط هیمالیای سیکیم و از طرف غرب بوسیله هیمالیای گاروال محاصره شده، وسیع‌ترین و مرتفع‌ترین قسمت هیمالیا می‌باشد. طول این قسمت، که در مرز شمالی نپال قرار دارد، حدود۸۰۰ کیلومتر بوده و در محدودهٔ مرزهای ملی هندوستان و تبت واقع شده‌است.
از شهرهای مهم نپال می‌توان بیرات‌نگر ۱۶۶ هزار نفر، لالیت‌پور ۱۶۲ هزار نفر، پوخارا ۱۵۶ هزار نفر و بیرگنج ۱۱۲ هزار نفر را می‌توان نام برد.

## تقسیمات کشوری
نپال به ۱۴ ناحیه (استان) و ۷۵ بخش تقسیم شده‌است.
ناحیه‌های نپال:
1. باگماتی
2. بهری
3. داوالاگیری
4. گانداکی
5. جاناکپور
6. کارنالی
7. کوسی
8. لومبینی
9. ماهاکالی
10. مچی
11. نارایانی
12. راپتی
13. ساگارماتها
14. سِتی

## کلیات
نپال دارای تنوع جغرافیایی بسیار بالایی است و می‌توان آن را به سه منطقهٔ اصلی تقسیم کرد: ترای، ناحیهٔ تپه‌ای، و هیمال. منطقهٔ ترای، که ۱۷٪ از مساحت نپال را تشکیل می‌دهد، ناحیه‌ای کم‌ارتفاع با چند رشته‌تپه است و از نظر فرهنگی به بخش‌هایی از هند شباهت بیشتری دارد. ناحیهٔ تپه‌ای، با ۶۸٪ از مساحت کشور، شامل زمین‌های کوهستانی بدون برف است و سکونتگاه اقوام بومی گوناگونی محسوب می‌شود. منطقهٔ هیمال، که ۱۵٪ از مساحت نپال را در بر می‌گیرد، پوشیده از برف است و چندین رشته‌کوه مرتفع از جمله کوه اورست، بلندترین قلهٔ جهان، در این ناحیه جای دارند.
نپال با ارتفاعاتی که از کمتر از ۱۰۰ متر تا بیش از ۸٬۰۰۰ متر متغیر است، هشت ناحیهٔ آب‌وهوایی از گرمسیری تا همیشه‌برفی دارد. بیشتر جمعیت این کشور در مناطق گرمسیری و نیمه‌گرمسیری زندگی می‌کنند. ناحیهٔ گرمسیری، زیر ۱٬۰۰۰ متر، تقریباً هر ده سال یک‌بار دچار یخبندان می‌شود و برای کشت میوه‌ها و محصولات متنوع مناسب است. ناحیهٔ نیمه‌گرمسیری، بین ۱٬۰۰۰ تا ۲٬۰۰۰ متر، گسترده‌ترین ناحیهٔ آب‌وهوایی است و برای کشت برنج، ذرت، ارزن، گندم و دیگر محصولات کشاورزی مناسب است. ناحیهٔ معتدل، بین ۲٬۰۰۰ تا ۳٬۰۰۰ متر، ۱۲٪ از مساحت نپال را در بر می‌گیرد و برای محصولات مقاوم به سرما مناسب است. نواحی نیمه‌قطبی، آلپی و برفی، به‌تدریج جمعیت کمتر و فعالیت کشاورزی محدودتری دارند.
فصل‌ها به فصل مرطوب (از ژوئن تا سپتامبر) و فصل خشک (از اکتبر تا ژوئن) تقسیم می‌شوند. موسمی تابستانی می‌تواند موجب سیلاب و رانش زمین شود، در حالی‌که موسمی زمستانی بارش پراکنده و گاه‌به‌گاه برف و باران به‌همراه دارد. تنوع ارتفاع موجب پدید آمدن زیست‌بوم‌های گوناگونی چون ساواناهای گرمسیری، جنگل‌های نیمه‌گرمسیری و معتدل، چمنزارهای کوهستانی و درختچه‌زارها شده‌است.
رودخانه‌های نپال به سه دسته تقسیم می‌شوند: سامانه‌های بزرگ (کوشی، گندکی/نارایانی، کارنالی/گوگرا و ماهاکالی)، رودخانه‌های دسته دوم (که در تپه‌های میانی و رشته‌کوه‌های پایین هیمالیا سرچشمه می‌گیرند)، و رودخانه‌های دسته سوم (که در دامنه‌های سیوالیک در بیرونی‌ترین ناحیهٔ جنوبی سرچشمه دارند و عمدتاً فصلی هستند). این رودها می‌توانند سیلاب‌های شدیدی ایجاد کرده و شبکه‌های حمل‌ونقل و ارتباطی را با دشواری روبه‌رو کنند. مدیریت رودخانه‌ها شامل مقابله با سیلاب، رسوب‌گذاری، و تأمین پایدار منابع آب برای آبیاری است. ساخت سد در نپال مسئله‌ای بحث‌برانگیز است، به دلیل فعالیت‌های لرزه‌ای، تشکیل دریاچه‌های یخچالی، نرخ بالای رسوب‌گذاری و مسائل مربوط به عدالت بین‌مرزی با هند.
پوشش زمین در نپال عمدتاً از جنگل تشکیل شده‌است که ۳۹٫۰۹٪ از کل مساحت جغرافیایی کشور را پوشش می‌دهد، و پس از آن اراضی کشاورزی با ۲۹٫۸۳٪ قرار دارند. ناحیهٔ تپه‌ای، بزرگ‌ترین بخش نپال است و دارای زمین‌های زراعی گسترده و پوشش گیاهی طبیعی می‌باشد. جنگل‌های نپال با تهدیدهایی مانند برداشت بی‌رویهٔ هیزم، قاچاق چوب، پاک‌سازی برای کشاورزی و گسترش زیرساخت‌ها روبه‌رو هستند. تا سال ۲۰۱۰، حدود ۶۴٫۸٪ از مساحت جنگل‌ها را جنگل‌های هسته‌ای با وسعت بیش از ۵۰۰ هکتار تشکیل می‌دادند. روندهای گوناگونی مانند برداشت هیزم، ساخت‌وساز، گسترش شهرنشینی و قطع غیرقانونی درختان، به نابودی و تخریب جنگل‌ها منجر شده‌اند.
نپال همواره در میان آلوده‌ترین کشورهای جهان رتبه‌بندی شده‌است....

## نواحی زمین‌ریخت‌شناسی
با وجود مساحت نسبتاً اندک، نپال تنوع جغرافیایی چشمگیری دارد. از ارتفاع تنها ۵۹ متر (۱۹۴ فوت) در ناحیه ترای گرمسیری—لبهٔ شمالی دشت گنگ—تا فراتر از خط برف دائمی، نپال ۹۰ قلهٔ بالای ۷٬۰۰۰ متر (۲۲٬۹۶۶ فوت) دارد که شامل بلندترین نقطهٔ زمین، کوه اورست یا «ساگارماتا» با ارتفاع ۸٬۸۴۸ متر (۲۹٬۰۲۹ فوت) می‌شود. افزون بر طیف گستردهٔ دمایی از گرمای استوایی تا سرمای قطبی‌گونه، بارش سالانه نیز از تنها ۱۶۰ میلیمتر (۶٫۳ اینچ) در ناحیهٔ بارفروکش شمال هیمالیا تا حدود ۵٬۵۰۰ میلیمتر (۲۱۶٫۵ اینچ) در دامنه‌های بادگیر متغیر است، که بیشینهٔ آن عمدتاً به شدت موسم جنوب آسیا بستگی دارد.
در امتداد شمال-جنوب، نپال به سه نوار تقسیم می‌شود: ترای، پاهاد و هیمال. از غرب به شرق نیز به سه سامانهٔ رودخانه‌ای بزرگ تقسیم می‌شود: رود کوشی، گندکی/نارایانی و کارنالی (به‌همراه ماهاکالی در مرز غربی)، که همگی از شاخه‌های رود گنگ به‌شمار می‌روند. حوضهٔ آبریز گنگ و یالونگ زانگبو/براهماپوترا عمدتاً با مرز نپال و تبت هم‌پوشانی دارد، جز در مورد برخی شاخه‌های فرعی که ورای این مرز سرچشمه می‌گیرند.
ترجمهٔ کامل و ویکی‌پدیایی بخش‌های مورد نظر به فارسی به شرح زیر است:

### هیمال

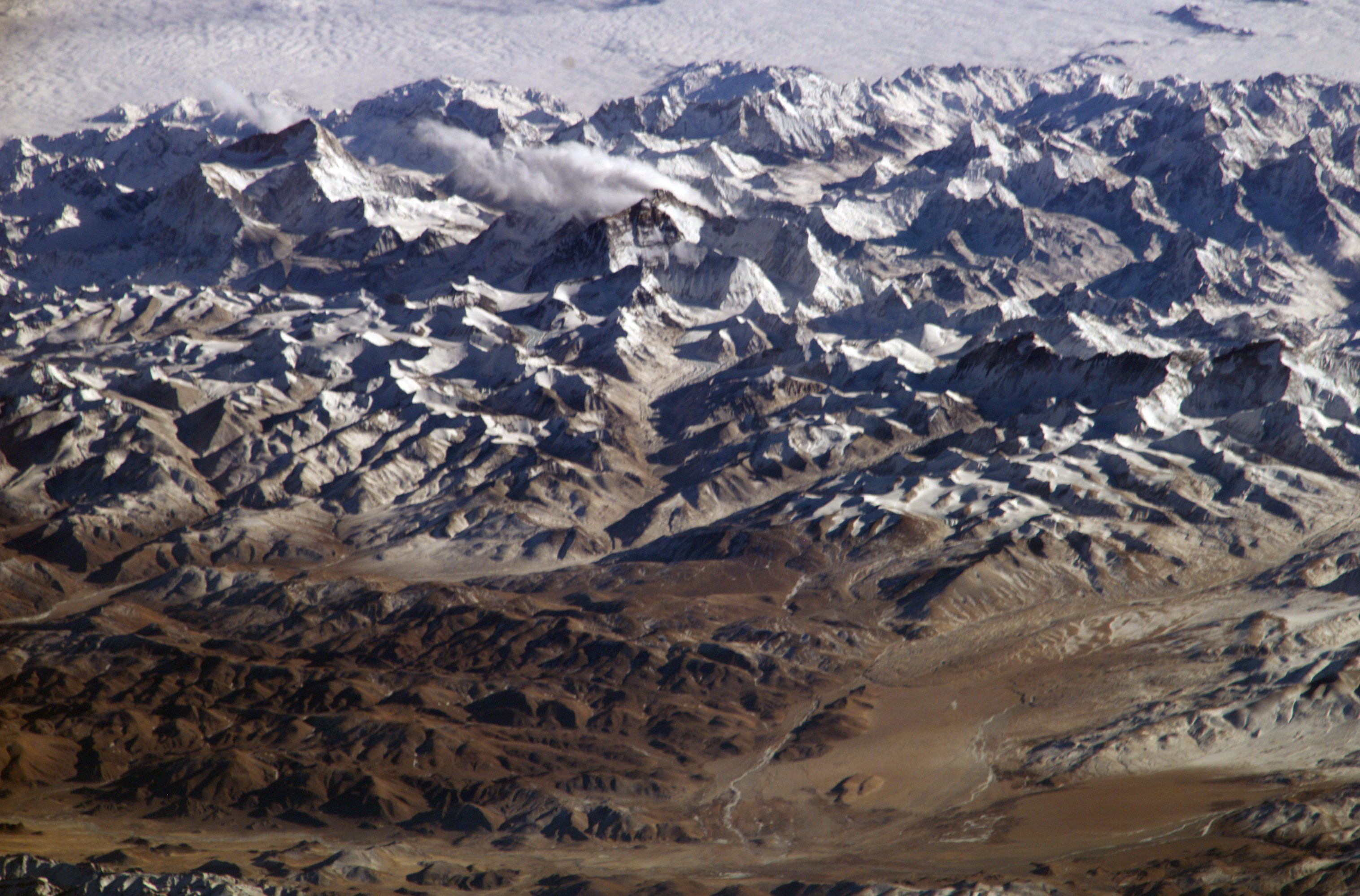
دید چشم‌انداز از رشته‌کوه هیمالیا و کوه اورست از فضا، رو به جنوب‌جنوب‌شرق از فراز فلات تبت. (نسخه حاشیه‌نویسی‌شده)

منطقهٔ هیمال ناحیه‌ای کوهستانی است که شامل مناطق برفی می‌شود. ناحیهٔ کوهستانی از جایی آغاز می‌شود که یال‌های مرتفع (به نپالی: लेक؛ لک) به‌طور قابل‌توجهی از ارتفاع حدود ۳٬۰۰۰ متر (۱۰٬۰۰۰ فوت) بالا می‌روند و وارد ناحیهٔ زیرآلپی و آلپی می‌شوند که عمدتاً برای چرای فصلی دام استفاده می‌شود. از نظر جغرافیایی، این منطقه ۱۵٪ از کل مساحت نپال را در بر می‌گیرد. چند ده کیلومتر شمال‌تر، رشته‌کوه‌های بلند هیمالیا به‌صورت ناگهانی در امتداد گسل اصلی «فشار مرکزی» (Main Central Thrust) به بالای خط برف با ارتفاعی حدود ۵٬۰۰۰ تا برمی‌خیزند. حدود ۹۰ قلهٔ نپال از ارتفاع ۷٬۰۰۰ متر (۲۳٬۰۰۰ فوت) فراتر می‌روند و هشت قله نیز بالاتر از ۸٬۰۰۰ متر (۲۶٬۲۴۷ فوت) قرار دارند، از جمله کوه اورست با ارتفاع ۸٬۸۴۸ متر (۲۹٬۰۲۹ فوت) و کانچنجونگا با ارتفاع ۸٬۵۹۸ متر (۲۸٬۲۰۹ فوت).
حدود ۲۰ رشته‌کوه فرعی در این منطقه وجود دارد، از جمله توده‌کوهی کانچنجونگا، ماهالانگور هیمال در اطراف اورست، لانگتانگ در شمال کاتماندو، آناپورنا و ماناسلو در شمال پخارا، دهولاگیری در غرب، کانجیروبا هیمال در شمال بخش جوملا و در نهایت گورانس هیمال در دوردست‌ترین بخش غربی کشور.

#### فراتر از هیمال
حوضهٔ اصلی آبریز میان رود براهماپوترا (که در تبت با نام یارلونگ تسانگپو شناخته می‌شود) و سامانهٔ گنگ (شامل سراسر نپال)، در واقع شمالی‌تر از مرتفع‌ترین قله‌ها قرار دارد. دره‌های آلپی، اغلب نیمه‌خشک، مانند هوملا، جوملا، دولپو، موستانگ، مانانگ و خومبو میان رشته‌کوه‌های فرعی هیمالیا یا در شمال آن‌ها جای گرفته‌اند.
برخی از این دره‌ها در گذشته دسترسی بیشتری از سوی تبت داشتند تا از طریق نپال، و ساکنان آن‌ها مردمانی با پیوندهای فرهنگی تبتی به نام‌های بوتیا یا بوتییا هستند، از جمله شرپاهای معروف در درهٔ خومبو در نزدیکی اورست. با استیلای فرهنگی چین بر تبت، این دره‌ها به پناهگاه‌هایی برای شیوه‌های سنتی زندگی تبدیل شده‌اند. دره‌هایی که از سوی تپه‌های جنوبی دسترسی آسان‌تری دارند، از نظر فرهنگی هم با نپال و هم با تبت پیوند دارند؛ نمونه‌اش دره کالی گنداگی که در آن فرهنگ تاکالی تحت تأثیر هر دو قرار گرفته‌است.
روستاهای دائمی در منطقه کوهستانی تا ارتفاع ۴٬۵۰۰ متر (۱۵٬۰۰۰ فوت) نیز وجود دارند و اردوگاه‌های تابستانی در ارتفاعات بیشتر قرار گرفته‌اند. بوتیاها یاک نگهداری می‌کنند و محصولات مقاوم به سرما مانند سیب‌زمینی، جو، گندم‌سیاه و ارزن می‌کارند. آن‌ها به‌طور سنتی در رشته‌کوه‌ها دادوستد می‌کردند، مانند تبادل نمک تبتی با برنج از دشت‌های نپال و هند. از دههٔ ۱۹۵۰ و محدود شدن تجارت، این مردم به عنوان باربر ارتفاعات، راهنما، آشپز و دیگر مشاغل در صنعت گردشگری و کوهنوردی به‌کار گرفته شده‌اند.

### ناحیه تپه‌ای

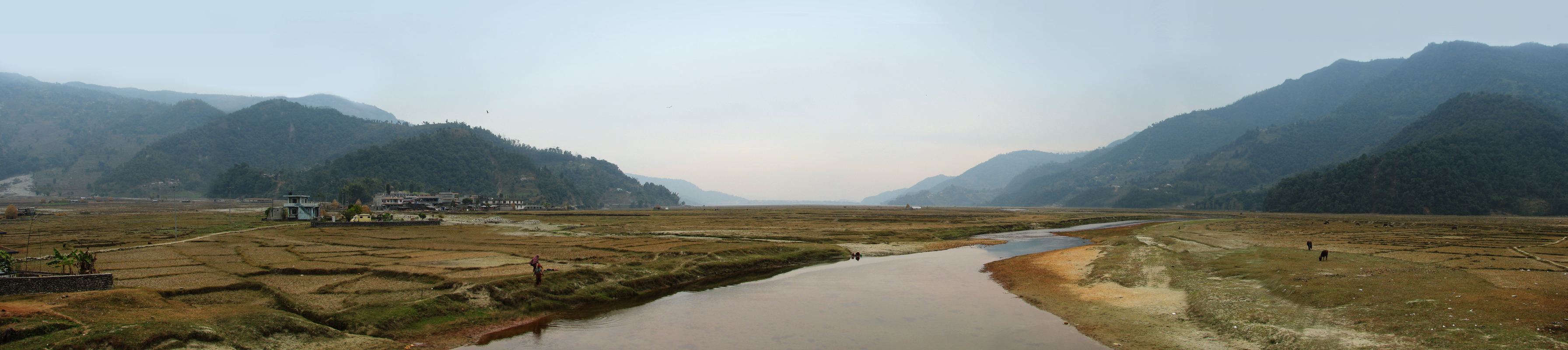
تپه‌های میانی

منطقهٔ تپه‌ای ناحیه‌ای کوهستانی است که معمولاً پوشیده از برف نیست. این منطقه در جنوب منطقهٔ هیمال (ناحیهٔ کوهستانی برفی) قرار دارد. آغاز آن از رشته‌کوه‌های هیمالیای پایین است، جایی که سامانهٔ گسل معروف به «گسل اصلی مرزی» (Main Boundary Thrust) یک پرتگاه به ارتفاع حدود ۱٬۰۰۰ تا ایجاد می‌کند، و تا خط‌الرأس‌هایی به ارتفاع بین ۱٬۵۰۰ تا ادامه می‌یابد. این منطقه ۶۸٪ از مساحت نپال را دربرمی‌گیرد.
دامنه‌های جنوبی شیب‌دار این منطقه تقریباً خالی از سکنه‌اند و به‌نوعی مرزی طبیعی میان زبان‌ها و فرهنگ‌های ناحیهٔ ترای و تپه‌ای ایجاد کرده‌اند. پاهاریها عمدتاً در دره‌ها و بستر رودها سکونت دارند، جایی که امکان کشت برنج وجود دارد و هوا برای کشت‌های زمستانی یا بهاری مانند گندم و سیب‌زمینی مناسب است. دره‌های کاتماندو و پخارا که به‌شدت شهری شده‌اند، در این منطقه جای دارند. نیوَرها یک گروه قومی بومی هستند با زبان تبتی-برمه‌ای خودشان که در اصل ساکنان بومی درهٔ کاتماندو بوده‌اند، اما بعدها به پخارا و شهرهای دیگر نیز گسترش یافتند و در کنار پاهاری‌های شهری‌نشین سکونت یافته‌اند.
دیگر گروه‌های قومی جانا‌جاتی — که به زبان‌ها و گویش‌های تبتی-برمه‌ای محلی سخن می‌گویند — در دامنه‌های کوه تا حدود ارتفاع ۲٬۵۰۰ متر پراکنده‌اند. این گروه‌ها شامل ماگارها و خام ماگارها در غرب پخارا، گورونگها در جنوب آناپورنا، تامانگها در اطراف درهٔ کاتماندو و رایها، کویینچ سونوار و لیمبوها در شرق کشور هستند. در این منطقه میوه‌های معتدل و نیمه‌گرمسیری به‌عنوان محصولات بازاری پرورش داده می‌شوند. شاهدانه در گذشته برای تولید چراس (حشیش) کشت و فرآوری می‌شد تا اینکه در سال ۱۹۷۶ میلادی، دولت پادشاهی نپال تحت فشارهای بین‌المللی آن را ممنوع اعلام کرد. در ارتفاعات بیشتر، وابستگی به دامداری افزایش یافته و زمین‌های بالای ۲٬۰۰۰ متر برای چرای تابستانی استفاده می‌شوند و گله‌ها در زمستان به ارتفاعات پایین‌تر منتقل می‌شوند. تولید غله در ارتفاعات بالاتر از ۱٬۰۰۰ متر با رشد جمعیت هم‌راستا نبوده‌است، زیرا دمای پایین‌تر امکان کشت دوم را کاهش می‌دهد. کمبود مواد غذایی در این نواحی موجب مهاجرت مردم از تپه‌ها برای یافتن شغل شده‌است.
منطقهٔ تپه‌ای جایی پایان می‌یابد که یال‌ها از ناحیهٔ آب‌وهوای معتدل به‌طور قابل‌توجهی وارد ناحیهٔ زیرآلپی بالاتر از ۳٬۰۰۰ متر می‌شوند.

### ناحیه ترای
ترای ناحیه‌ای کم‌ارتفاع است که شامل برخی رشته‌تپه‌ها نیز می‌شود. این منطقه ۱۷٪ از مساحت کل نپال را دربرمی‌گیرد. ناحیهٔ ترای (که به شکل «تارای» نیز نوشته می‌شود) از مرز هند آغاز می‌شود و جنوبی‌ترین بخش دشت گنگ مسطح و کشاورزی‌شده را دربرمی‌گیرد که به آن «ترای بیرونی» گفته می‌شود. از سدهٔ ۱۹ میلادی، منابعی مانند چوب از این منطقه به هند صادر می‌شد. صنعتی‌سازی بر پایهٔ محصولات کشاورزی مانند کنف از دههٔ ۱۹۳۰ آغاز شد و زیرساخت‌هایی مانند جاده، راه‌آهن و برق پیش از رسیدن به ناحیهٔ تپه‌ای نپال، از مرز فراتر رفت.
ترای بیرونی از نظر فرهنگی شباهت بیشتری به نواحی مجاور در بیهار و اوتار پرادش هند دارد تا نواحی تپه‌ای نپال. زبان نپالی در مدارس آموزش داده می‌شود و اغلب در دفاتر دولتی استفاده می‌گردد، اما مردم محلی بیشتر به زبان‌های میتھلی، بوجپوری و تارو سخن می‌گویند.
ترای بیرونی در پایهٔ نخستین رشته‌تپه‌ها قرار دارد که به آن‌ها تپه‌های چوره یا «چوریا» گفته می‌شود. این رشته‌تپه‌ها دامنه‌ای جنگلی و سنگلاخ دارند که «بهابار» نامیده می‌شود. در زیر بهابار، رسوبات ریزتر و نفوذناپذیرتر باعث می‌شوند که آب‌های زیرزمینی به سطح برسند و منطقه‌ای از چشمه‌ها و مرداب‌ها به وجود آید. واژهٔ «ترای» در زبان فارسی به معنای زمین نمناک یا باتلاقی است. پیش از استفاده از دی‌دی‌تی برای مبارزه با مالاریا، این منطقه بسیار خطرناک و مالاریاخیز بود. حاکمان نپال از آن به‌عنوان یک منطقهٔ مرزی دفاعی به نام «چار کوسه جهـادی» استفاده می‌کردند (به معنی جنگل چهار کوسی؛ هر کوس حدود سه کیلومتر یا دو مایل است).
در بالای ناحیهٔ بهابار، تپه‌های چوریا تا ارتفاع حدود ۷۰۰ متر می‌رسند و برخی قله‌ها تا ارتفاع ۱٬۰۰۰ متر نیز بالا می‌روند. دامنه‌های جنوبی این تپه‌ها به دلیل وجود گسل‌هایی به نام «گسل پیشانی اصلی» (Main Frontal Thrust) شیب بیشتری دارند. این رشته‌تپه‌ها از رسوبات درشت و سست تشکیل شده‌اند که آب را نگه نمی‌دارند و توان خاک‌سازی ندارند، بنابراین برای کشاورزی مناسب نیستند و جمعیت کمی در آن‌ها ساکن است.
در چند نقطه پس از چوریا، دره‌های دون قرار دارند که به آن‌ها دره‌های ترای درونی نپال گفته می‌شود. این دره‌ها خاک حاصلخیزی دارند اما مالاریا در آن‌ها خطرناک بود، مگر برای قوم تارو که دارای مقاومت ژنتیکی بودند. در دههٔ ۱۹۵۰، با ورود دی‌دی‌تی برای از بین بردن پشه‌ها، این ناحیه برای مهاجرت از تپه‌های فقیر باز شد، امری که به زیان مردم بومی تارو تمام شد.
ناحیهٔ ترای در نقطه‌ای پایان می‌یابد که رشته‌کوه هیمالیای پایین آغاز می‌شود و وارد منطقهٔ تپه‌ای می‌گردد.

## اقلیم

نقشهٔ نپال با نواحی اقلیمی بر پایهٔ طبقه‌بندی کوپن

### کمربندهای ارتفاعی

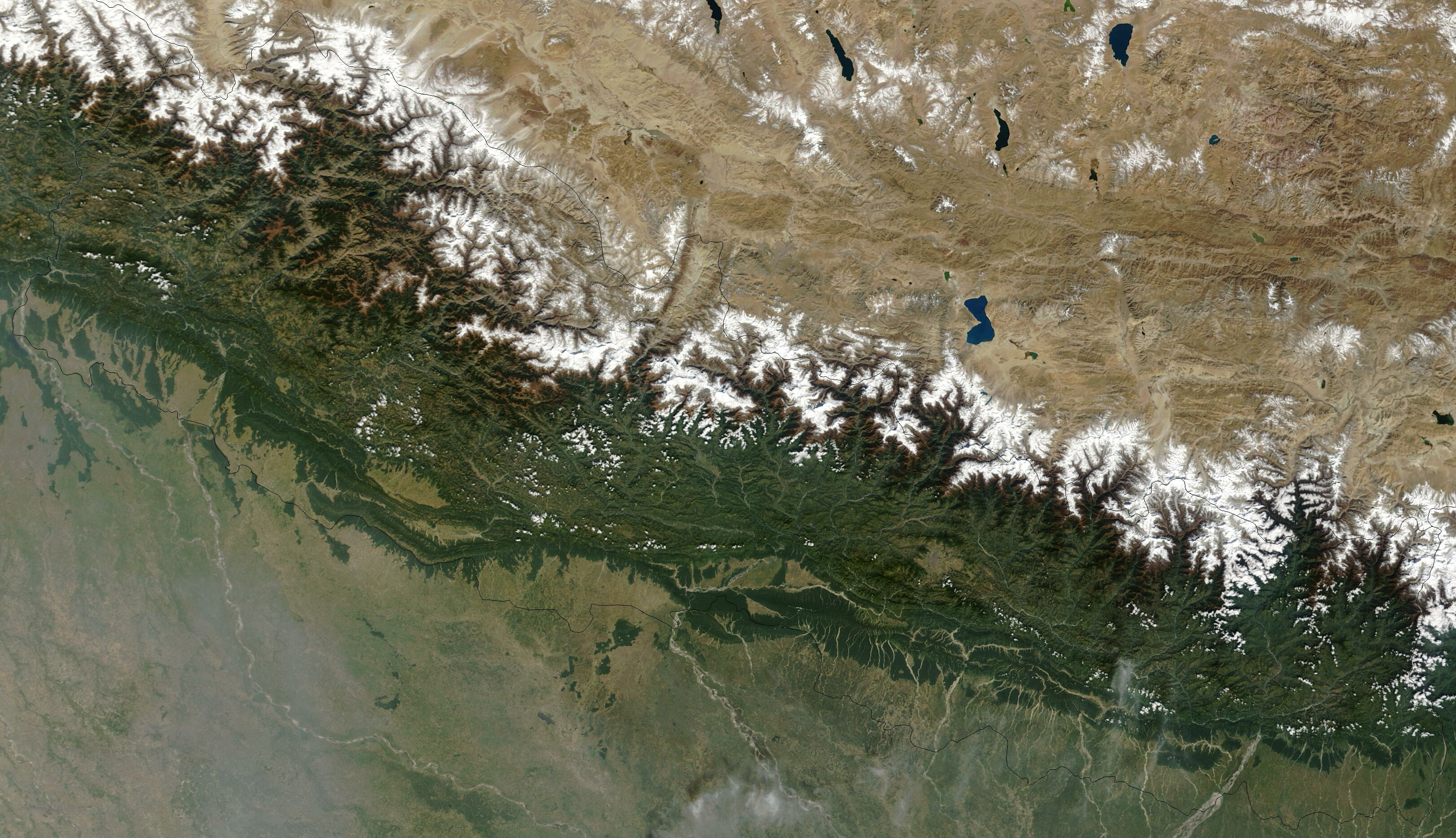
تصویر ماهواره‌ای از نپال در اکتبر ۲۰۰۲

عرض جغرافیایی نپال تقریباً مشابه ایالت فلوریدا در ایالات متحده است، اما با دامنهٔ ارتفاعی از کمتر از ۱۰۰ متر تا بیش از ۸٬۰۰۰ متر و بارندگی از ۱۶۰ میلی‌متر تا بیش از ۵٬۰۰۰ میلی‌متر، این کشور دارای هشت ناحیهٔ اقلیمی از گرمسیری تا همیشه‌برفی است.
اقلیم گرمسیری در ارتفاع زیر ۱٬۰۰۰ متر قرار دارد و در آن یخبندان کمتر از یک بار در دهه رخ می‌دهد. این منطقه به دو زیرناحیهٔ گرمسیری پایین (زیر ۳۰۰ متر یا ۱۰۰۰ فوت، ۱۸٪ از مساحت کشور) و گرمسیری بالا (۱۸٪ از مساحت) تقسیم می‌شود. بهترین انبه‌ها و همچنین پاپایا و موز عمدتاً در ناحیهٔ پایین رشد می‌کنند. میوه‌هایی مانند لیچی، جک‌فروت، مرکبات و انبه‌های درجه‌پایین‌تر در ناحیهٔ بالاتر نیز پرورش می‌یابند. محصولات زمستانی شامل غلات و سبزیجات متداول در اقلیم معتدل است. ترای بیرونی تقریباً به‌طور کامل در ناحیهٔ گرمسیری پایین قرار دارد. دره‌های ترای درونی هر دو ناحیهٔ گرمسیری را دربرمی‌گیرند. تپه‌های سیوالیک عمدتاً در ناحیهٔ گرمسیری بالایی جای دارند. اقلیم گرمسیری تا بالادست دره‌ها و حتی ناحیه‌های کوهستانی نیز امتداد دارد.
اقلیم نیمه‌گرمسیری از ۱٬۰۰۰ تا گسترده شده‌است و ۲۲٪ از مساحت نپال را دربرمی‌گیرد. این ناحیه شایع‌ترین اقلیم در تپه‌های میانی است، به‌ویژه بالای دره‌های رودخانه‌ای. در این اقلیم یخبندان تا ۵۳ روز در سال رخ می‌دهد، اگرچه این مقدار با توجه به ارتفاع، نزدیکی به کوه‌های بلند و وضعیت توپوگرافی محلی متغیر است. محصولات شامل برنج، ذرت، ارزن، گندم، سیب‌زمینی، میوه‌های هسته‌دار و مرکبات است.
بیشتر جمعیت نپال در نواحی اقلیمی گرمسیری و نیمه‌گرمسیری ساکن‌اند. در تپه‌های میانی، هندوهای طبقهٔ بالا عمدتاً در دره‌های گرمسیری سکونت دارند که برای کشت برنج مناسب است، درحالی‌که گروه‌های قومی جانا‌جاتی عمدتاً در ناحیهٔ نیمه‌گرمسیری بالاتر زندگی می‌کنند و به‌جای برنج، غلات دیگر کشت می‌کنند.
اقلیم معتدل از ۲٬۰۰۰ تا امتداد دارد، ۱۲٪ از مساحت نپال را شامل می‌شود و تا ۱۵۳ روز یخبندان در سال دارد. این اقلیم در بخش‌های بالاتر تپه‌های میانی و در بخش بزرگی از منطقهٔ کوهستانی دیده می‌شود. محصولات کشاورزی این ناحیه شامل برنج مقاوم به سرما، ذرت، گندم، جو، سیب‌زمینی، سیب، گردو، هلو، کلم‌برگی‌ها، تاج‌خروس و گندم‌سیاه است.
نواحی زیرآلپی از ۳٬۰۰۰ تا، ۹٪ از مساحت نپال را تشکیل می‌دهند و عمدتاً در ناحیه‌های کوهستانی و هیمالیا واقع شده‌اند. این نواحی در هیمالیا سکونت دائمی دارند، اما در بخش جنوبی تنها در ماه‌های گرم برای چرای دام مورد استفاده قرار می‌گیرند. یخبندان تا ۲۲۹ روز در سال گزارش شده‌است. محصولات کشاورزی شامل جو، سیب‌زمینی، کلم، گل‌کلم، تاج‌خروس، گندم‌سیاه و سیب است. همچنین گیاهان دارویی نیز در این ناحیه جمع‌آوری می‌شوند.
نواحی آلپی از ۴٬۰۰۰ تا، ۸٪ از مساحت کشور را در بر می‌گیرند. تعداد اندکی سکونت‌گاه دائمی بالای ۴۰۰۰ متر وجود دارد. تقریباً هیچ کشاورزی در این ناحیه انجام نمی‌شود، اگرچه گیاهان دارویی جمع‌آوری می‌شوند. گوسفند، بز، یاک و دو‌رگه‌ها در تابستان‌ها چرا داده می‌شوند.
در ارتفاع بالای ۵۰۰۰ متر، اقلیم نواحی همیشه‌برفی آغاز می‌شود که هیچ‌گونه سکونت انسانی یا استفادهٔ فصلی در آن وجود ندارد.
سرزمین‌های خشک و نیمه‌خشک در سایه باران رشته‌کوه‌های بلند دارای اقلیم فراتر از هیمال (ترانس‌هیمال) هستند. چگالی جمعیت در این نواحی بسیار پایین است. کشت و دامداری بر اساس الگوهای زیرآلپی و آلپی انجام می‌شود، اما به آب حاصل از ذوب برف‌ها و جویبارها برای آبیاری وابسته‌اند.
میزان بارندگی به‌طور کلی از شرق به غرب و با افزایش فاصله از خلیج بنگال، منشأ موسم تابستانی، کاهش می‌یابد. شرق نپال سالانه حدود ۲٬۵۰۰ میلی‌متر بارندگی دریافت می‌کند؛ منطقهٔ کاتماندو حدود ۱٬۴۰۰ میلی‌متر و غرب نپال حدود ۱٬۰۰۰ میلی‌متر. این الگو تحت تأثیر پدیده‌های آدیاباتیک قرار دارد؛ به‌گونه‌ای که توده‌های هوای صعودکننده روی دامنه‌های بادگیر سرد شده، رطوبت خود را از دست می‌دهند و هنگام فرود گرم می‌شوند و رطوبت نسبی کاهش می‌یابد. بارندگی سالانه در دامنه‌های بادگیر آناپورنا می‌تواند به ۵٬۵۰۰ میلی‌متر برسد، درحالی‌که در سایه بارانی رشته‌کوه‌های بلند، این مقدار تا ۱۶۰ میلی‌متر کاهش می‌یابد.

### فصل‌ها
سال در نپال به دو فصل عمده تقسیم می‌شود: فصل مرطوب از ژوئن تا سپتامبر—که در آن گرمای تابستان در آسیای درونی یک ناحیهٔ کم‌فشار ایجاد می‌کند و هوای مرطوب را از اقیانوس هند به سوی نپال می‌کشد—و فصل خشک از اکتبر تا ژوئن که در آن سرمای گستردهٔ درون‌قاره‌ای یک ناحیهٔ پرفشار پدید می‌آورد و هوای خشک به سمت بیرون جریان می‌یابد.
ماه‌های آوریل و مه، دوره‌ای از خشکی شدید هستند که در آن اثرات انباشتهٔ فصل طولانی خشکسالی با افزایش دما (که در مناطق گرمسیری گاه به بیش از ۴۰ درجه سانتی‌گراد می‌رسد) تشدید می‌شود. خشکی فصلی در تپه‌های سیوالیک شدت بیشتری دارد، زیرا این تپه‌ها از رسوبات درشت، نفوذپذیر و سستی تشکیل شده‌اند که توانایی نگه‌داشتن آب را ندارند؛ بنابراین دامنه‌ها اغلب پوشیده از جنگل‌های مقاوم به خشکی هستند. در واقع، بسیاری از پوشش‌های گیاهی بومی نپال برای مقابله با خشکسالی تکامل یافته‌اند، هرچند در ارتفاعات بالاتر، دمای پایین‌تر استرس آبی را کاهش می‌دهد.
موسم تابستانی جنوب آسیا ممکن است با شکل‌گیری تدریجی رعد و برق‌هایی همراه باشد که آب مورد نیاز برای آماده‌سازی خزانه‌های برنج را فراهم می‌کند. بارندگی مستمر معمولاً در میانهٔ ماه ژوئن آغاز می‌شود، زمانی که دمای بالا در آسیای درونی ناحیهٔ کم‌فشار ایجاد می‌کند و هوای مرطوب را از اقیانوس هند جذب می‌نماید، ولی این زمان می‌تواند تا یک ماه جابه‌جا شود. در گذشته، شکست قابل‌توجه باران‌های موسمی باعث خشکسالی و قحطی می‌شد و بارش‌های فراتر از حد معمول نیز موجب سیل و رانش زمین، تلفات انسانی، آسیب به زمین‌های کشاورزی و تخریب ساختمان‌ها می‌گردید.
موسم همچنین حمل‌ونقل را پیچیده می‌سازد؛ جاده‌ها و مسیرها شسته می‌شوند، جاده‌ها و باندهای خاکی غیرقابل‌استفاده می‌گردند و پوشش ابرها حاشیهٔ ایمنی پروازها را کاهش می‌دهد. باران‌ها در سپتامبر کاهش می‌یابند و معمولاً تا میانهٔ اکتبر به پایان می‌رسند، و هوای خنک، صاف و خشک جای آن را می‌گیرد که به‌عنوان آرام‌ترین و شادترین دوره در نپال شناخته می‌شود. در این زمان برداشت محصول به پایان رسیده و مردم در حال‌وهوای جشن قرار دارند. دو جشن بزرگ و مهم هندو—داشاین و تیهار (یا دیپاوالی)—در این فصل برگزار می‌شوند و حدود یک ماه با یکدیگر فاصله دارند. فصل پس از موسمی تا حدود دسامبر ادامه دارد.
پس از فصل پس از موسمی، موسم زمستانی آغاز می‌شود، که جریان قوی شمال‌شرقی با بارش‌های گاه‌به‌گاه و کوتاه‌مدت در دشت‌ها و بارش برف در ارتفاعات همراه است. در این فصل، رشته‌کوه هیمالیا به‌عنوان سدی در برابر نفوذ توده‌های هوای سرد آسیای درونی عمل می‌کند، بنابراین جنوب نپال و شمال هند زمستان‌هایی گرم‌تر از حالت معمول دارند. آوریل و مه خشک و داغ هستند، به‌ویژه در ارتفاع زیر ۱٬۲۰۰ متر که دمای بعدازظهر می‌تواند از ۴۰ درجه سانتی‌گراد فراتر رود.

## محیط‌زیست
تغییرات چشمگیر ارتفاع در امتداد این نوار جغرافیایی، منجر به پدید آمدن مجموعه‌ای از زیست‌بوم‌های متنوع شده‌است، از ساواناها و بوته‌زارهای گرمسیری در مرز هند گرفته تا جنگل‌های پهن‌برگ و سوزنی‌برگ نیمه‌گرمسیری در تپه‌ها، جنگل‌های پهن‌برگ و سوزنی‌برگ معتدل در دامنه‌های هیمالیا، چمنزارهای کوهستانی و در نهایت صخره و یخ در بلندترین ارتفاعات.
این تنوع با ناحیهٔ زیستی ساواناها و علفزارهای ترای-دُوار هم‌راستا است.
جنگل‌های نیمه‌گرمسیری در ارتفاعات پایین منطقهٔ تپه‌ای غالب‌اند. این جنگل‌ها موزاییکی را از شرق به غرب نپال تشکیل می‌دهند، با جنگل‌های پهن‌برگ نیمه‌گرمسیری هیمالیایی در ارتفاع ۵۰۰ تا و جنگل‌های کاج نیمه‌گرمسیری هیمالیایی در ارتفاع ۱٬۰۰۰ تا. در ارتفاعات بالاتر، تا ۳٬۰۰۰ متر، جنگل‌های پهن‌برگ معتدل دیده می‌شوند: جنگل‌های شرقی هیمالیا در شرق رود گنداکی و جنگل‌های غربی هیمالیا در غرب آن.
جنگل‌های بومی منطقهٔ کوهستانی با حرکت از شرق به غرب، با کاهش میزان بارندگی تغییر می‌کنند. این جنگل‌ها را می‌توان به‌طور کلی بر پایهٔ رابطه‌شان با رود گنداکی تقسیم کرد. در ارتفاع ۳٬۰۰۰ تا، جنگل‌های مخروطی زیرآلپی شرقی و غربی هیمالیا قرار دارند. در ارتفاع تا ۵٬۵۰۰ متر نیز بوته‌زارها و مراتع آلپی شرقی و غربی دیده می‌شوند.

### مسائل زیست‌محیطی
؛ مخاطرات طبیعی:
زمین‌لرزه‌ها، رعد و برق شدید (توفندها نادرند)، سیلاب و سیلاب ناگهانی، رانش زمین، خشکسالی و قحطی—بسته به زمان‌بندی، شدت و طول دورهٔ موسم تابستانی.
؛ وضعیت کنونی محیط‌زیست:
جنگل‌زدایی (به‌دلیل استفادهٔ بیش‌از‌حد از چوب برای سوخت و نبود گزینه‌های جایگزین)، آلودگی آب (با فضولات انسانی و دامی، رواناب کشاورزی و پسماندهای صنعتی)، حفاظت از حیات وحش، انتشار آلاینده‌ها از خودروها.
؛ معاهدات بین‌المللی زیست‌محیطی:
- عضو معاهدات: تنوع زیستی، تغییرات اقلیمی، تغییرات اقلیمی-پروتکل کیوتو، بیابان‌زایی، گونه‌های در معرض خطر، زباله‌های خطرناک، حقوق دریاها، حفاظت از لایه اُزن، اقلیم‌های استوایی و...